# Samuel F. Swope
Samuel Franklin Swope (* 1. März 1809 im Bourbon County, Kentucky; † 19. April 1865 in Falmouth, Kentucky) war ein US-amerikanischer Politiker. Zwischen 1855 und 1857 vertrat er den Bundesstaat Kentucky im US-Repräsentantenhaus.

## Werdegang
Samuel Swope besuchte die öffentlichen Schulen seiner Heimat sowie das Georgetown College. Nach einem anschließenden Jurastudium und seiner 1830 erfolgten Zulassung als Rechtsanwalt begann er in Georgetown in diesem Beruf zu arbeiten. Im Jahr 1832 verlegte er seinen Wohnsitz und seine Kanzlei nach Falmouth. Gleichzeitig schlug er eine politische Laufbahn ein. Zwischen 1837 und 1839 sowie nochmals im Jahr 1841 war er Abgeordneter im Repräsentantenhaus von Kentucky; von 1844 bis 1848 gehörte er dem Staatssenat an. Damals wurde er Mitglied der kurzlebigen American Party.
Bei den Kongresswahlen des Jahres 1854 wurde er im zehnten Wahlbezirk von Kentucky in das US-Repräsentantenhaus in Washington, D.C. gewählt, wo er am 4. März 1855 die Nachfolge des Demokraten Richard H. Stanton antrat. Bis zum 3. März 1857 absolvierte er eine Legislaturperiode im Kongress, die von den Diskussionen um die Sklaverei im Vorfeld des Bürgerkrieges geprägt war. Während dieser Zeit wurde er Mitglied der 1854 gegründeten Republikanischen Partei. 1856 verzichtete Samuel Swope auf eine weitere Kandidatur. In den folgenden Jahren praktizierte er wieder als Anwalt.